# Medasina missionaria
Medasina missionaria là một loài bướm đêm trong họ Geometridae.